# Cyclothone kobayashii
Espèce
Cyclothone kobayashii est une espèce de poisson appartenant à la famille des Gonostomatidae.